# Conrad Beck
Conrad Arthur Beck (født 16. juni 1901 i Lohn, Schaffhausen, død 31. oktober 1989 i Basel, Schweiz) var en schweizisk komponist.
Beck studerede i Paris mellem 1924 og 1933 hos Jacques Ibert og senere hos Arthur Honegger, Nadia Boulanger og Albert Roussel.
Han var inspireret af fransk musik, navnlig det af Honegger. Han komponerede i en modernistisk stil med et stort udtryk.
Han komponerede 7 symfonier, orkesterværker, koncerter og kammermusik.
Beck hører til en af de vigtige modernister i det 20. århundrede fra Schweiz.

## Udvalgte værker
- Symfoni nr. 1 (1925) - for orkester
- Symfoni nr. 2 "Sinfonietta" (1926) - for orkester
- Symfoni nr. 3 (1927) - for strygeorkester
- Symfoni nr. 4 "Koncert for orkester" (1929)
- Symfoni nr. 5 (1930) - for orkester
- Symfoni nr. 6 (1950) - for orkester
- Symfoni nr. 7 "Aeneas-Silvius" (1956-1957) - for orkester
- Koncertante suite (1961) - for blæsere, slagtøj og kontrabas
- 2 Klaverkoncerter (1927-1928, 1930) - for klaver og orkester
- Obokoncert (1962) - for obo og orkester
- Bratschkoncert (1949) - for bratsch og orkester
- Kammerkoncert (1971) - for orkester
- "Facetter" (1975) - for trompet og klaver